# 永镇桥
永镇桥位于中国江西省安远县新龙乡永镇村，2013年被列为第七批全国重点文物保护单位。
据同治《安远县志》记载，永镇桥由僧傲六募化创建于清顺治九年（1653年）。永镇桥全长38.5米，面宽4.3米，桥面距正常水面8米，桥下部是三孔二墩二台，中孔跨度10米, 南孔5.1米，北孔4.83米。墩台用花岗岩条石, 石灰沙砌筑而成。桥上部为木结构，墩上用三排悬臂梁建造，皆用杉条木叠建高1.50米，横梁每根距离高约0.76米，纵梁排列南北有别：南梁为疏排法，每层平铺条木12一13根，每根之间留有一定间隔距离，北梁为出排法，每层平铺杉条木22一23根，无间隙。据说当时修桥时有两个木匠，各负责一半，故在做法上有所区别。桥面用杉条木纵向平铺，桥面上筑长廊，组成桥身全长29.80米，长廊量架为叠梁式木屋架，八个屋架共九间。